# Don't Know What to Tell Ya
"Don't Know What to Tell Ya" é uma canção gravada pela cantora norte-americana Aaliyah, escrita por Static Major e Timbaland para o seu terceiro álbum de estúdio homônimo (2001). Entretanto, acabou ficando de fora da lista de faixas e permaneceu arquivada até depois da morte da cantora em agosto de 2001. Eventualmente, a canção foi incluída na coletânea póstuma I Care 4 U (2002) e lançada como seu segundo single em 11 de fevereiro de 2003, através da Blackground Records e Universal Records.
Após seu lançamento, "Don't Know What to Tell Ya" recebeu avaliações geralmente positivas dos críticos musicais, com muitos elogiando os vocais de Aaliyah e sua produção. Devido seu lançamento limitado, a canção atingiu apenas a 70º posição da tabela Hot R&B/Hip-Hop Singles Sales da Billboard. Internacionalmente, alcançou a 22ª posição no Reino Unido e entrou no 40 na Austrália e Suíça.

## Composição
"Don't Know What to Tell Ya" foi descrita como tendo uma "sensação noir-funk que evoca Blade Runner". Enquanto isso, Joseph Patel da Blender rotulou a canção como uma "maravilha da dance music". A canção contém um sample da canção árabe-egípcia "Batwanes Beek" da cantora Warda Al-Jazairia. Originalmente, seu compositor Salah El Sharnouby não foi creditado pelo sample. Liricamente na canção, Aaliyah discute um relacionamento fracassado. Em seu livro Baby Girl: Better Known as Aaliyah (2021), a autora e jornalista Kathy Iandoli explicou ainda que a letra fala sobre "Aaliyah se recusando a ser amarrada por um relacionamento controlador, pois ela o compara ao encarceramento".

## Lançamento
"Don't Know What to Tell Ya" foi lançada como segundo single internacional de I Care 4 U em 11 de fevereiro de 2003, pela Blackground Records e Universal Records. Nos Estados Unidos, foi lançada como quarto e último single da coletânea, como single duplo, com o remix de "Got to Give It Up", em 9 de setembro.
Em agosto de 2021, foi anunciado que todos os trabalhos gravados por Aaliyah para a Blackground (desde então renomeada Blackground Records 2.0) seriam lançados oficialmente nas plataformas digitais, em um acordo feito entre a gravadora e a Empire Distribution. I Care 4 U e Ultimate Aaliyah, ambas incluindo "Don't Know What to Tell Ya", foram relançados em 8 de outubro.

## Recepção da crítica
Arion Berger, da Rolling Stone, elogiou os vocais de Aaliyah na música, dizendo: "Sua voz doce e forte contorna a ambivalência em "Don't Know What to Tell Ya" e derrete as linhas finais na faixa".

## Tabelas musicais
| Tabelas musicais (2003)                                    | Melhor posição |
| ---------------------------------------------------------- | -------------- |
| Austrália (ARIA)                                           | 34             |
| Austrália - Urban (ARIA)                                   | 14             |
| União Europeia - European Hot 100 Singles                  | 75             |
| França (SNEP)                                              | 49             |
| Alemanha (Official German Charts)                          | 57             |
| Irlanda (IRMA)                                             | 45             |
| Países Baixos - Dutch Top 40                               | 7              |
| Países Baixos - Singles Top 100                            | 57             |
| Escócia (OCC)                                              | 49             |
| Suíça (Schweizer Hitparade)                                | 30             |
| Reino Unido (OCC)                                          | 22             |
| Reino Unido - UK R&B (OCC)                                 | 5              |
| Estados Unidos - Hot R&B/Hip-Hop Singles Sales (Billboard) | 70             |